# Syndicate
Syndicate är ett spel släppt av Bullfrog Productions LTD år 1993. Spelet finns släppt till ett flertal plattformar. Det släpptes även en expansion samma år som hette Syndicate: American Revolt. Uppföljaren till Syndicate heter Syndicate Wars och kom 1996. 1996 såldes både Syndicate och Syndicate: American Revolt i samma paket och hette då Syndicate Plus.
Spelet var till en början tänkt att släppas under namnet Cyber Assault.
Både Syndicate och expansionen hade hög upplösning 640x480, men enbart 16 färger. Denna palett utnyttjades till max och gjorde så spelet såg häpnadsväckande ut för sin tid.

## Uppföljare
De svenska spelutvecklarna Starbreeze lanserade tidigt år 2012 en en nytolkning av Syndicate.